# Dent canina
En anatomia oral dels mamífers, les dents canines són unes dents punxegudes i relativament llargues. Tanmateix, poden semblar més aplanades, fent que s'assemblin a les incisives; en aquest cas, se les qualifica de «canines incisiviformes». El seu ús principal és agafar aliments amb certesa per esquinçar-los, i de vegades se les usa com a armes. Solen ser les dents més grosses de la boca d'un mamífer. Moltes de les espècies que en tenen en tenen quatre per individu, dues al maxil·lar superior i dues al maxil·lar inferior; a cada maxil·lar queden separades entre si per les incisives; els humans i els gossos en són exemples. En molts animals, les canines són les dents més davanteres de l'os maxil·lar.
Les quatre canines dels humans són les dues canines maxil·lars i les dues canines mandibulars.
En el llenguatge quotidià hom les anomena ullals i, a les Balears, claus —si són de persona— o escàtils si són d'animal, per exemple, les de porc o de porc senglar.